# Bramey-Lenningsen
Bramey-Lenningsen ist ein ländlich geprägter Ortsteil der westfälischen Gemeinde Bönen, Kreis Unna.

## Geographie

### Lage
Bramey-Lenningsen liegt im Süden der Gemeinde Bönen.

### Gliederung
Bramey-Lenningsen besteht aus den Orten Bramey und Lenningsen.

### Nachbargemeinden
Bramey-Lenningsen grenzte im Jahr 1967 im Uhrzeigersinn im Norden beginnend an die Gemeinden Altenbögge-Bönen, Westerbönen, Flierich, Hemmerde, Westhemmerde, Lünern und Heeren-Werve. Alle diese Gemeinden gehörten zum Kreis Unna.

## Geschichte
Die Gemeinden Bramey und Lenningsen gehörten bei der Errichtung der Ämter in der preußischen Provinz Westfalen zum Amt Rhynern im Kreis Hamm. Anlässlich der Auskreisung der Stadt Hamm am 1. April 1901 wurde aus dem Kreis der Landkreis Hamm. Nach einer Gebietserweiterung im Jahr 1929 durch das Gesetz über die Neuregelung der kommunalen Grenzen im rheinisch-westfälischen Industriebezirke wurde dieser im Oktober 1930 in Kreis Unna umbenannt.
Am 1. Januar 1847 erfolgte der kommunale Zusammenschluss der beiden kleinen Gemeinden Bramey und Lenningsen zur neuen Gemeinde Bramey-Lenningsen.
Im Rahmen der kommunalen Neuordnung (Gesetz zur Neugliederung des Landkreises Unna) wurden die Gemeinden Bramey-Lenningsen und Flierich (beide im Amt Rhynern) sowie Altenbögge-Bönen, Nordbögge, Westerbönen und Osterbönen (alle bislang dem Amt Pelkum zugehörig) am 1. Januar 1968 zur neuen Gemeinde Bönen zusammengeschlossen.

## Einwohnerentwicklung
| Jahr | Einwohner |
| ---- | --------- |
| 1849 | 0465      |
| 1910 | 0724      |
| 1931 | 0913      |
| 1956 | 1111      |
| 1961 | 1171      |
| 1967 | 1079      |
| 1987 | 1018      |

| Jahr | Einwohner |
| ---- | --------- |
| 2013 | 1177      |
| 2019 | 1073      |
| 2022 | 1084      |

## Verkehr
Die Landesstraße L 663 verbindet Bramey-Lenningsen im Westen mit Heeren-Werve, Kamen, Dortmund und Castrop-Rauxel und im Osten mit Flierich und Osterflierich. Die Landesstraße L 881 führt in südlicher Richtung nach Westhemmerde, Siddinghausen, Bausenhagen, Stentrop und Frohnhausen.